# Maciço do Pollino
O Maciço do Pollino (em italiano:  Massiccio del Pollino) é um maciço no sul os Apeninos, entre a Calábria e Basilicata, no sul da Itália. Integra o Parque Nacional Pollino desde 1992. Os picos principais são o Monte Pollino (2248 m) e o ponto mais alto do maciço, denominado Serra Dolcedorme ou Monte Dolcedorme (2267 m).